# Магнітотерапія
Магнітотерапія — псевдонаукова практика альтернативної медицини, що ґрунтується на дії слабкого статичного магнітного поля на тіло людини. Схожа на альтернативну медичну практику електромагнітної терапії, яка використовує магнітне поле, що генерується пристроєм з електричним живленням. Продукти магнітотерапії можуть включати браслети, прикраси, ковдри та бандажі з вбудованими в них магнітами.
Практики магнітотерапії стверджують, що вплив слабких електричних або магнітних полів на певні частини тіла має сприятливий вплив на здоров'я. Однак ці твердження не мають під собою жодного фізичного чи біологічного підґрунтя, і жодного впливу магнітів на здоров'я чи процес лікування встановлено не було. Хоча гемоглобін, білок крові, який переносить кисень, є слабко діамагнітним (коли він насичений киснем) або парамагнітним (коли він не насичений киснем), магніти, що застосовуються в магнітотерапії занадто слабкі для того, щоб мати будь-який помітний вплив на кровообіг людини. Це не слід плутати з транскраніальною магнітною стимуляцією, науково обґрунтованою формою терапії, або з терапією імпульсними електромагнітними полями.

## Методи застосування

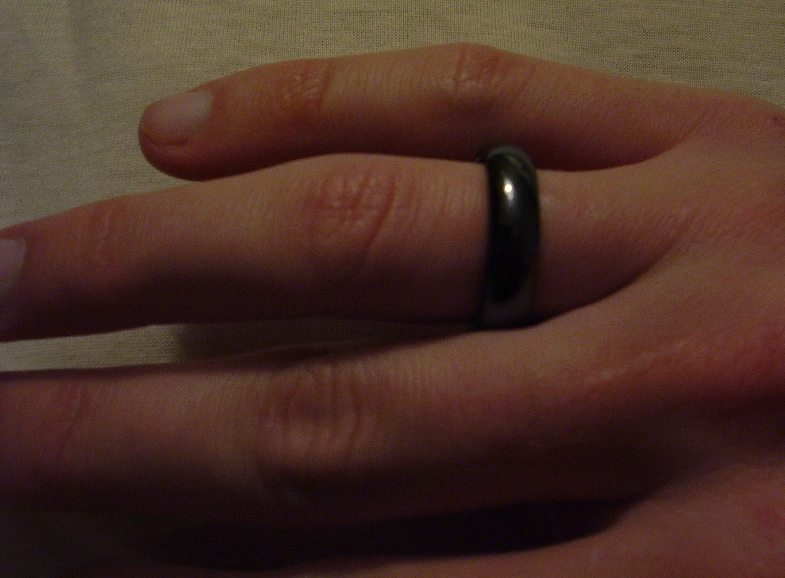
Каблучка з магнетиту

Магнітотерапія передбачає застосування слабкого магнітного поля постійних магнітів на тілі з метою оздоровлення. Різні ефекти пов'язані з різною орієнтацією магніту.
Терапевтичні товари включають магнітні браслети та прикраси, магнітні ремінці для зап'ясть, щиколоток, колін і спини, устілки для взуття, матраци; магнітні ковдри (ковдри з магнітами, вплетеними в матеріал), магнітні креми та добавки; пластирі та «намагнічену» воду. Ці продукти зазвичай використовують неодимові та феритові магніти.

## Безпечність
Ці пристрої, як правило, вважаються безпечними самі по собі, хоча магнітотерапія може мати значні фінансові та упущені вигоди, особливо коли доказове лікування або діагностика уникаються або відкладаються. Не рекомендується використовувати магнітотерапію з кардіостимуляторами, інсуліновими помпами та іншими пристроями, на які магнітні поля можуть мати негативний вплив.